# St. Kilian (Brenken)

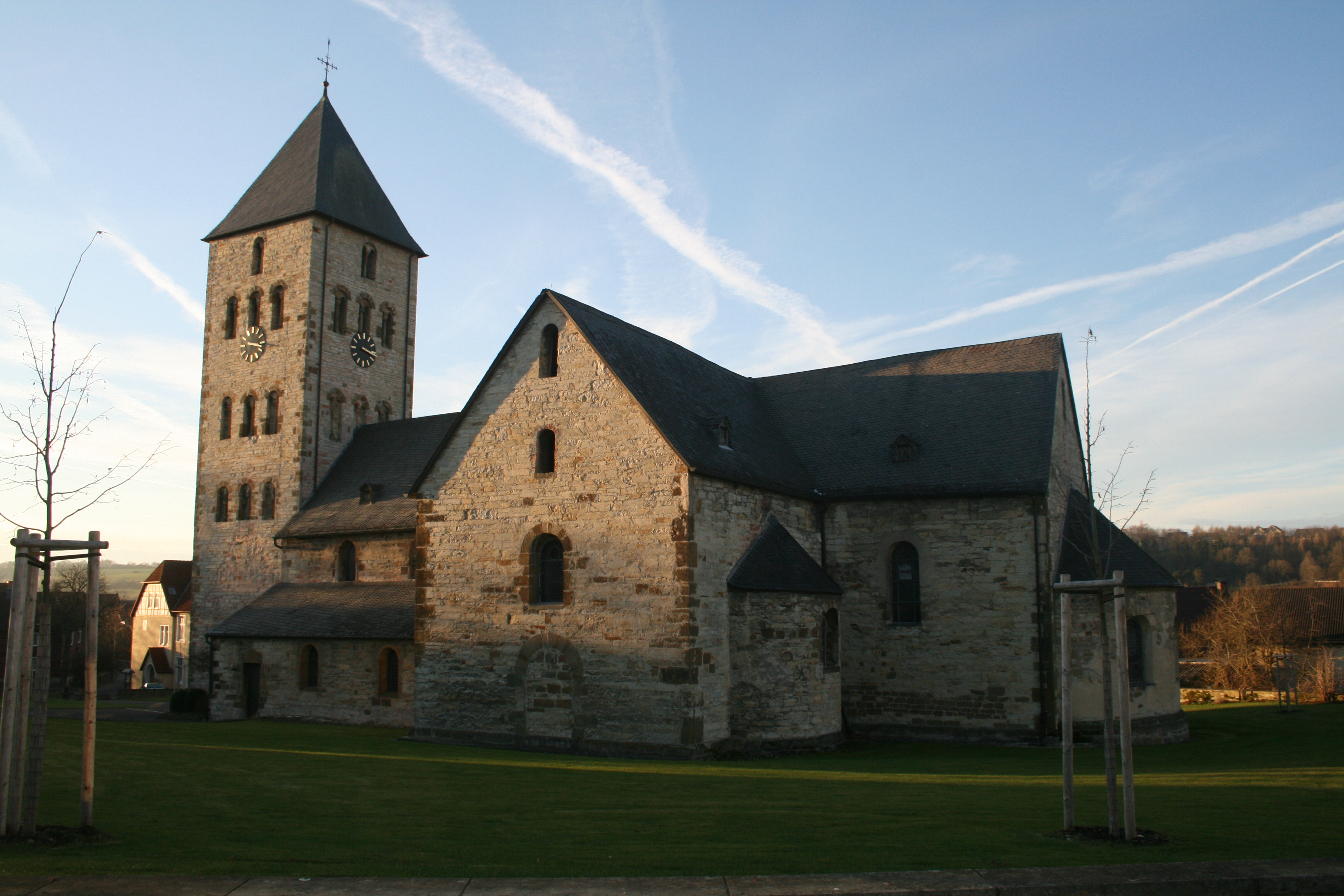
Kirche St. Kilian

Die katholische Pfarrkirche St. Kilian steht in Brenken, einem Ortsteil der Stadt Büren im Kreis Paderborn. Sie gehört zum Pastoralverbund Büren im Dekanat Büren-Delbrück des Erzbistums Paderborn.

## Geschichte und Architektur
Erstmals urkundlich erwähnt wurde die Kirche im 1. Viertel des 11. Jahrhunderts. Ein Vorgängerbau aus karolingischer Zeit wurde 1978 als Saal mit eingezogenem Rechteckchor ergraben. Das Langhaus wurde im 11. Jahrhundert neu errichtet und der Westturm wurde wohl im 12. Jahrhundert angefügt.

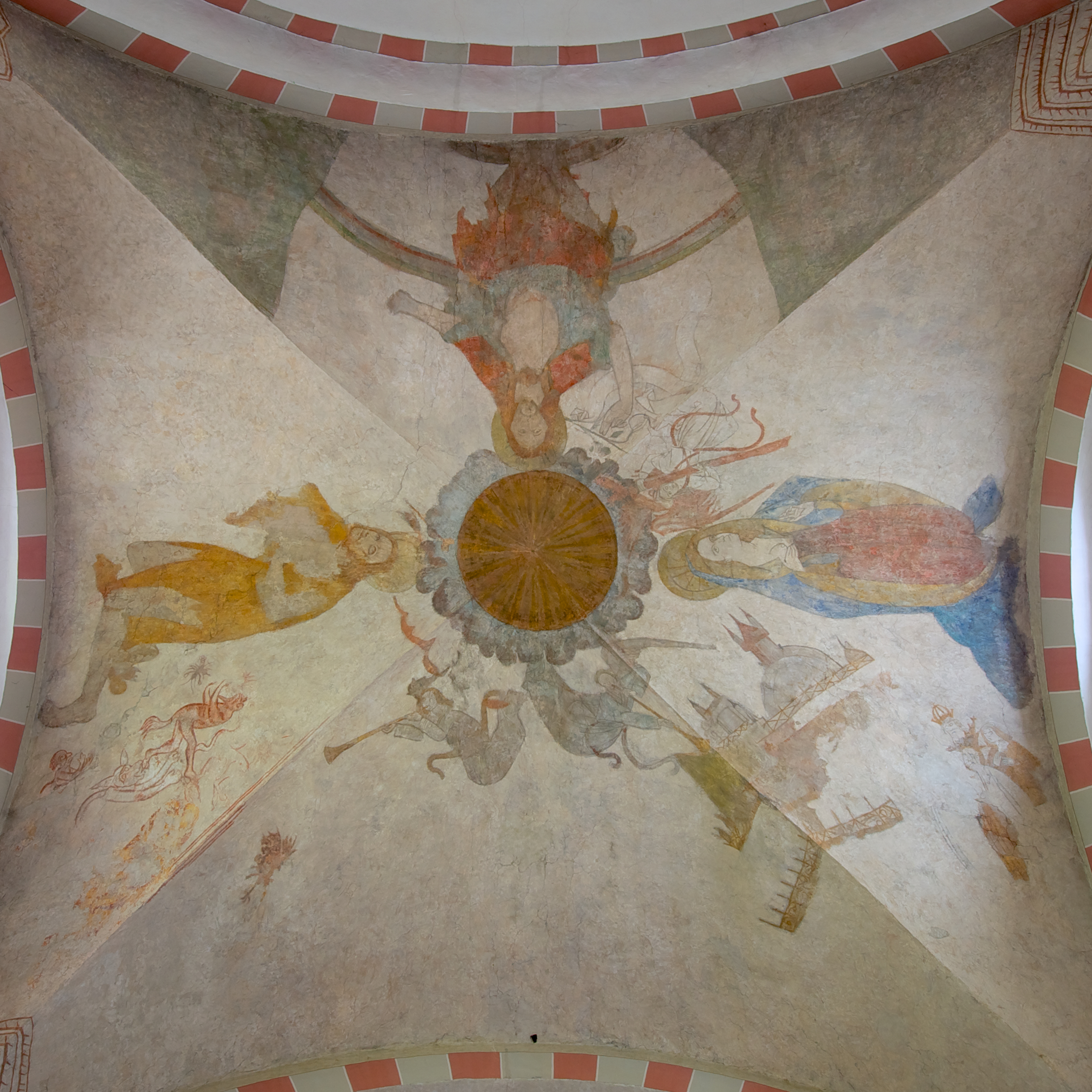
Spätgotische Deckenmalerei im Chorgewölbe St. Kilians

Der Namensgeber der Kirche ist der Heilige Kilian. Die romanische dreischiffige gewölbte Pfeilerbasilika im gebundenen System mit einem breit ausladenden Querhaus wurde im 12 bis 13. Jahrhundert errichtet. Der Chor ist quadratisch, die Apsiden sind halbrund. Die Wände des schlichten Bruchsteingebäudes sind durch Rundbogenfenster und Portale gegliedert. Ursprünglich war wohl eine Flachdecke geplant, darauf deuten die vermauerten Obergadenfenster und die verschiedenen Höhen von Sims und Vorlagenkämpfer hin. Die Kreuzgratgewölbe ruhen auf massigen Pfeilern mit flachen Vorlagen. Die Joche sind durch breite Gurtbögen getrennt. In die Seitenschiffe wurden gurtlose Kreuzgratgewölbe über einfachen Konsolen eingezogen. Bei der Renovierung im Jahr 1978 wurde die spätromanische Raumfassung, mit Farbwechseln an den Gurtbögen und Quaderung der Pfeiler, nach Befund ausgeführt. Die spätgotische Deckenmalerei im Chorgewölbe zeigt das Jüngste Gericht. Bei einer Renovierung nach 1924 wurde die Sakristei erweitert.

## Turm
Der fünfgeschossige Wehrturm, der von einem älteren Bauwerk stammt deutet darauf hin, dass schon die Karolinger an der Stelle eine Kirche erbaut haben. Er ist durch vier Reihen gekuppelter Fenster gegliedert. An der Nordseite ist der Ansatz eines ehemaligen Treppenturmes erhalten. Das Erdgeschoss des Turmes ist durch Blendarkaden auf Halbsäulen gegliedert. Das Glockengeschoss wurde 1873 erneuert. Die Erdgeschosshalle wurde 1889 zur Kirche hin geöffnet.

## Ausstattung

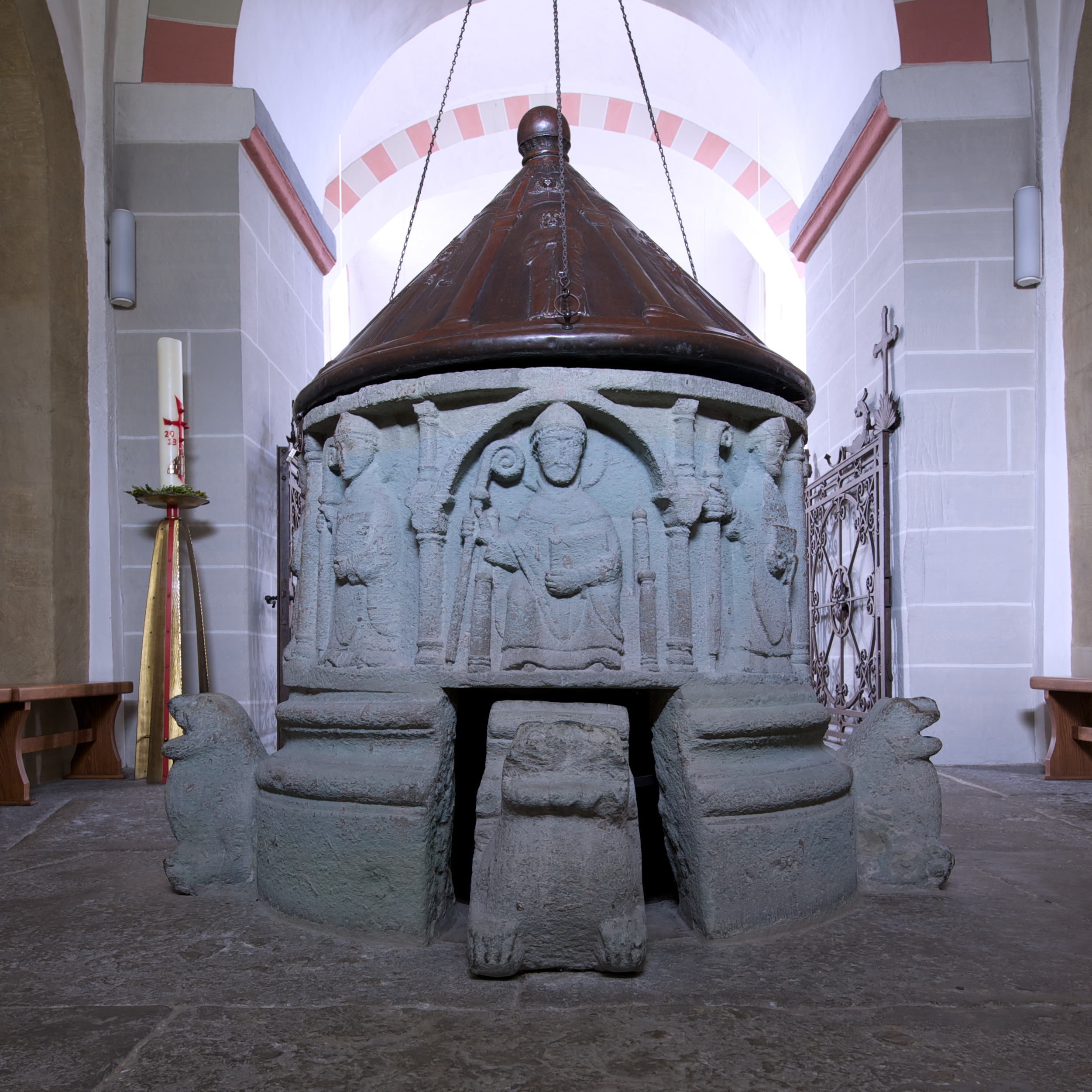
Romanischer Taufstein in St. Kilian

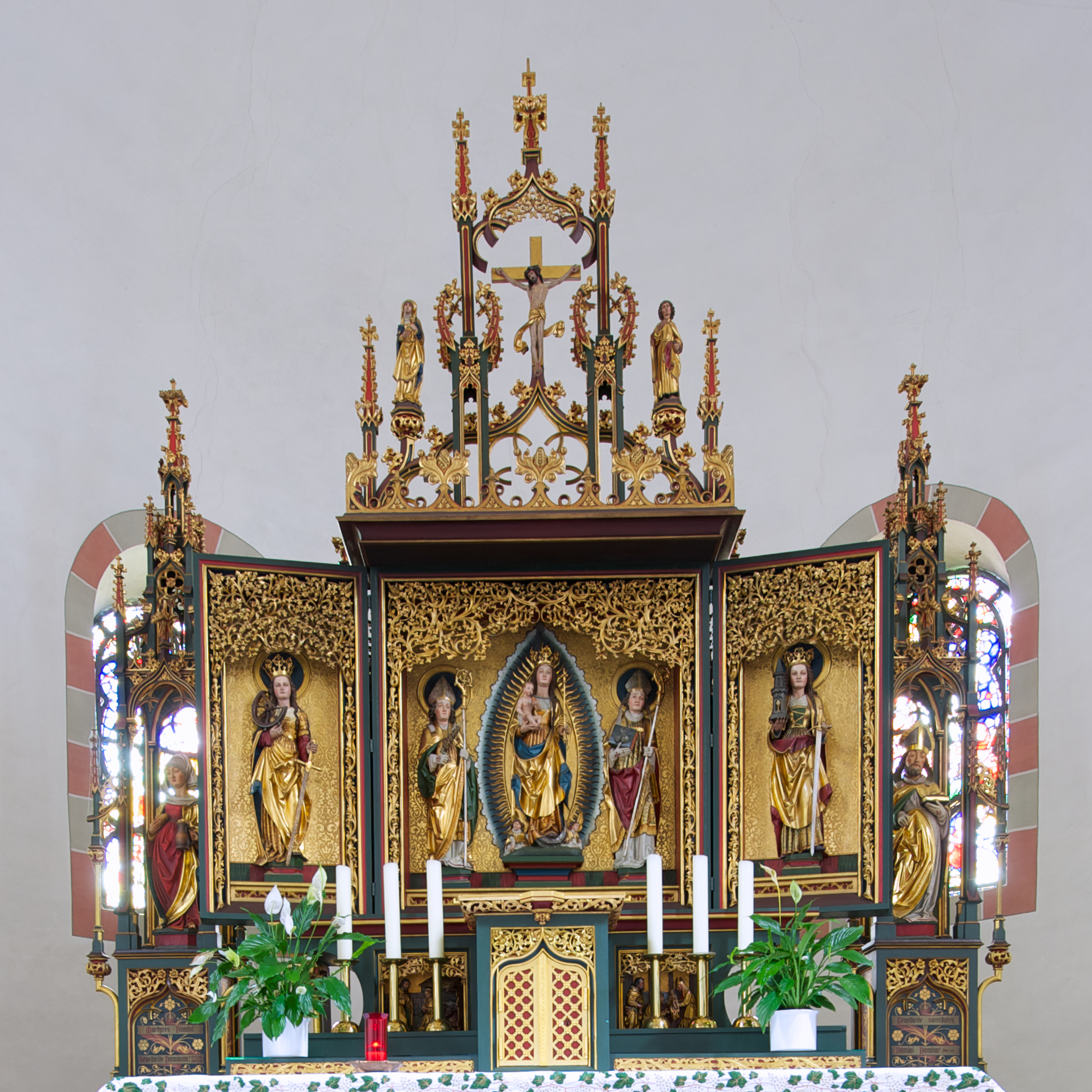
Gotischer Katharinenaltar in St. Kilian

- Der Katharinenaltar ist eine Arbeit aus dem 14. Jahrhundert.
- Die Holzkanzel vom 16. Jahrhundert durch den südwestlichen Vierungspfeiler begehbar.
- ein Renaissance-Epitaph aus dem Leben der Familie von und zu Brenken stammt aus dem 16. Jahrhundert.
- Der romanische Taufstein aus dem Jahre 1170 ist eine zylindrische Kufe, die auf vier Löwen steht. Der Beckenrand zeigt vier Bischöfe, von denen einer unter einer Arkade thront. Der Taufstein steht stilistisch den Tympana am Patrokli-Dom in Soest nahe.
- Die Figur des Hl, Stephanus vom 15. Jahrhundert steht am südwestlichen Vierungspfeiler.
- Die Heiligenfiguren am Hochaltar sind Arbeiten des 15. Jahrhunderts, sie wurden 1894 restauriert
- Ein Gemälde zeigt die Taufe Jesu und den Hl. Nikolaus, es wurde um 1700 gemalt.

## Glocken
Am und im Turm befinden sich heute 6 Glocken aus unterschiedlichen Jahrhunderten. Glocke 6 hängt als Uhrglocke am Turmhelm.
| Nr. | Name           | Nominal | Masse    | Durchmesser | Gussjahr | Gießer                    |
| --- | -------------- | ------- | -------- | ----------- | -------- | ------------------------- |
| 1   | Marienglocke   | dis'    | 1.450 kg | 132 cm      | 1950     | Petit & Edelbrock Gescher |
| 2   |                | fis'    | 1.200 kg | 122 cm      | 1455     | Albertus de Eversberch    |
| 3   | Georgsglocke   | gis'    | 560 kg   | 96 cm       | 1950     | Petit & Edelbrock Gescher |
| 4   |                | ais'    | 430 kg   | 90,5 cm     | 1528     | Meister Thomas            |
| 5   | alte Uhrglocke | f''-2   | 111 kg   | 56,9 cm     | 13. Jh.  | unbekannt                 |
| 6   | neue Uhrglocke | f''-4   | 110 kg   | 54,4 cm     | 1998     | Petit & Edelbrock Gescher |